# Банк Швеції
Банк Швеції, Риксбанк (швед. Sveriges riksbank або просто швед. Riksbanken) — центральний банк Швеції. Найстаріший у світі центральний банк та третій нині діючий банк.
Підпорядкований безпосередньо риксдагу і, згідно з конституцією, відповідає за проведення грошової політики держави.

## Історія
Був заснований 1668 року під назвою Банку державних станів (Riksens ständers bank). Сучасну назву отримав 1866 року в зв'язку зі скасуванням станового риксдагу.